# Serraca subconferenda
Serraca subconferenda är en fjärilsart som beskrevs av Eugen Wehrli 1943. Serraca subconferenda ingår i släktet Serraca och familjen mätare. Inga underarter finns listade i Catalogue of Life.